# Broze
Broze är en kommun i departementet Tarn i regionen Occitanien i södra Frankrike. Kommunen ligger i kantonen Gaillac som tillhör arrondissementet Albi. År 2022 hade Broze 106 invånare.

## Befolkningsutveckling
Antalet invånare i kommunen Broze
| Referens: INSEE |